# Gamla Uppsala landskommun
Gamla Uppsala landskommun var en tidigare kommun i Uppsala län. 

## Administrativ historik
Kommunen inrättades i Gamla Uppsala socken i Vaksala härad i Uppland när 1862 års kommunalförordningar trädde i kraft 1863. 
Landskommunen inkorporerades 1947 i Uppsala stad som 1971 ombildades till Uppsala kommun.

## Kommunvapen
Blasonering: I rött fält en bild av Sankt Erik uppstigande från ett treberg, allt av guld.
Vapnet fastställdes av Kungl. Maj:t den 15 februari 1946 och upphörde 1947.

## Politik

### Mandatfördelning i Gamla Uppsala landskommun 1938-1942
| 10 | 1 | 3 | 3 | 3 |

| 19 |

| 11 | 9 |

| 20 |